# 대한민국 제5대 대통령 선거
대한민국 제5대 대통령 선거는 대한민국의 5대 대통령을 선출하기 위한 선거이다. 1963년 10월 15일에 직접 선거 방식으로 치러졌다. 본 선거에서 민주공화당의 박정희 후보가 민정당의 윤보선 후보를 꺾고 당선되었다. 박정희 후보와 윤보선 후보의 득표차는 역대 1위 대통령 후보와 2위 대통령 후보 간 득표차 중 최소인 15만 6,026표를 기록하였으며, 두 후보의 득표율 차이는 제15대 대통령 선거에 이어 두번째로 작은 1.55%를 기록하였다.
제2공화국 시기의 집권 여당이었던 민주당은 야권 단일화를 위해 후보를 내지 않은 가운데, 7개 정당에서 대통령 후보를 출마시켰다. 그러나 이 중 두 명이 사퇴하여 최종 후보는 5명으로 줄었으며, 세 명은 큰 관심을 받지 못하여 사실상 선거전은 박정희 민주공화당 후보와 윤보선 민정당 후보의 양강 구도로 전개되었다.
박정희는 1963년 12월 17일 취임했으므로 4년 뒤인 1967년 12월 16일 제5대 대통령으로서의 임기가 만료돼야 했으나, 제3공화국 헌법 부칙 제2조 "이 헌법에 의한 최초의 대통령과 국회의원의 선거 및 최초의 국회의 집회는 이 헌법의 공포일로부터 1년이내에 한다. 이에 의하여 선거된 대통령과 국회의원의 임기는 최초의 국회의 집회일로부터 개시되고 1967년 6월 30일에 종료된다"는 조항에 따라 그보다 6개월 앞서 만료됐다.

## 경과

### 배경
5·16 군사혁명으로 민주당 정권이 붕괴되고 민정 이양의 형식으로 실시되기로 했다. 1962년 12월 17일, 국가재건최고회의가 국민투표로 헌법을 개정하여 권력 구조를 대통령제로, 선거 제도를 제1공화국의 직접선거제로 되돌려 놓았다.

### 야권의 상황
민주공화당으로 통일되었던 여권에 비해 야권은 여러 갈래로 분열되어 있었다. 신민당 출신 인사들은 민정당을, 민주당 출신 인사들은 민주당을, 자유당 혹은 무소속 출신 인사들은 자유당, 신정당, 민우당, 정민회 등을 창당하였다. 여기에 친여 정당으로 출발한 자유민주당도 야권으로 성향이 바뀌었다.
민정당, 신정당, 민우당 등은 국민의당으로 합당하고 후보 단일화를 추진했으나 윤보선 측과 허정 측이 서로 양보하지 않아 수포로 돌아갔다. 민주당은 장면 전 국무총리가 정치활동 규제를 당한 만큼 당초부터 후보를 내지 않았으나 그렇다고 민정당의 윤보선에 적극 지지입장도 아니었다.

### 야권 단일화 운동

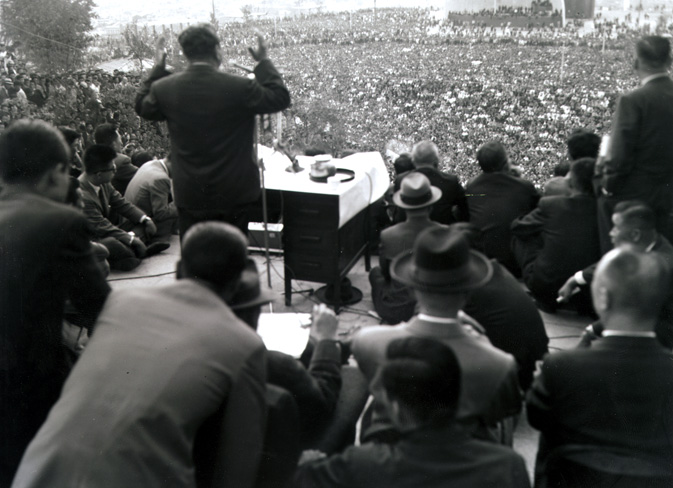
윤보선 후보의 서울 유세

윤보선 전 대통령을 대통령 후보로 내세운 민정당, 허정 전 국무총리가 이끌던 신정당 등 보수 야권 정당들은 제5대 대통령 선거에서 군사 정권이 출범하는 것을 막기 위해 야권 후보 단일화를 추진하였다.
1963년 7월 5일, 윤보선 후보가 야권 통합을 위해 후보직을 사퇴한다고 선언한 것을 시작으로 야권의 통합 운동은 본격화되었다. 이로써 민정당, 신정당, 민우당 등은 국민의당을 결성하게 되었으며, 통합 야당 국민의당의 대통령 후보를 선정하기 위한 협상에 들어갔다. 윤보선 전 대통령, 김병로 민정당 대표최고위원, 이범석 민우당 고문 등이 불출마를 선언한 가운데, 국민의당의 후보 지명전은 신정당에서 내세운 허정 신정당 창준위원장과 김도연 전 신민당 위원장의 양자 대결로 좁혀졌다. 그러나 인지도 면에서나 지지도 면에서나 김도연은 허정에게 밀렸고, 결국 김도연은 불출마를 선언하였으며, 민정당은 다시 윤보선을 후보로 내세웠다.
그러나 민정당 측과 신정당 측은 끝내 후보를 합의하지 못했고, 결국 윤보선 후보와 허정 후보 둘 다 출마하여 야권 통합은 실패로 끝났다.
그러나 선거 운동 개시 후 선거는 박정희 민주공화당 후보와 윤보선 민정당 후보의 양강 구도로 진행되었고, 결국 허정 국민의당 후보는 10월 3일 야권 단일화를 위한 후보직 사퇴를 선언하였다. 10월 12일에는 송요찬 자민당 후보도 사퇴를 선언하고 윤보선 지지를 선언해, 사실상의 야권 단일화가 이루어졌다. 그러나 선거 초기에는 기대를 모았던 허정이 이미 약세가 현저히 드러난 상황에서 뒤늦게 사퇴했음으로 단일화의 효과는 크지 않았다.

### 사상 논쟁
사퇴후보의 지지선언에도 불구하고 경합양상이 계속되자 윤보선 후보측은 박정희의 ‘남로당 경력’을 문제 삼으며 색깔론을 제기했으나, 별 효과를 발휘하지 못했다. 훗날 박정희 정부 하에 투옥되기도 하는 임헌영은 자신은 당시 윤보선이 박정희가 좌파라며 공격하는 것을 보고 주변인들에게 박정희를 찍으라고 운동하고 다녔다고 술회하며, "지금 생각하면 너무 어리석어 당시의 진보 세력들의 한계를 느끼게 해준다, 윤보선의 매카시즘이 오히려 자신을 낙선시킨 것"이라고 말했다.

## 후보

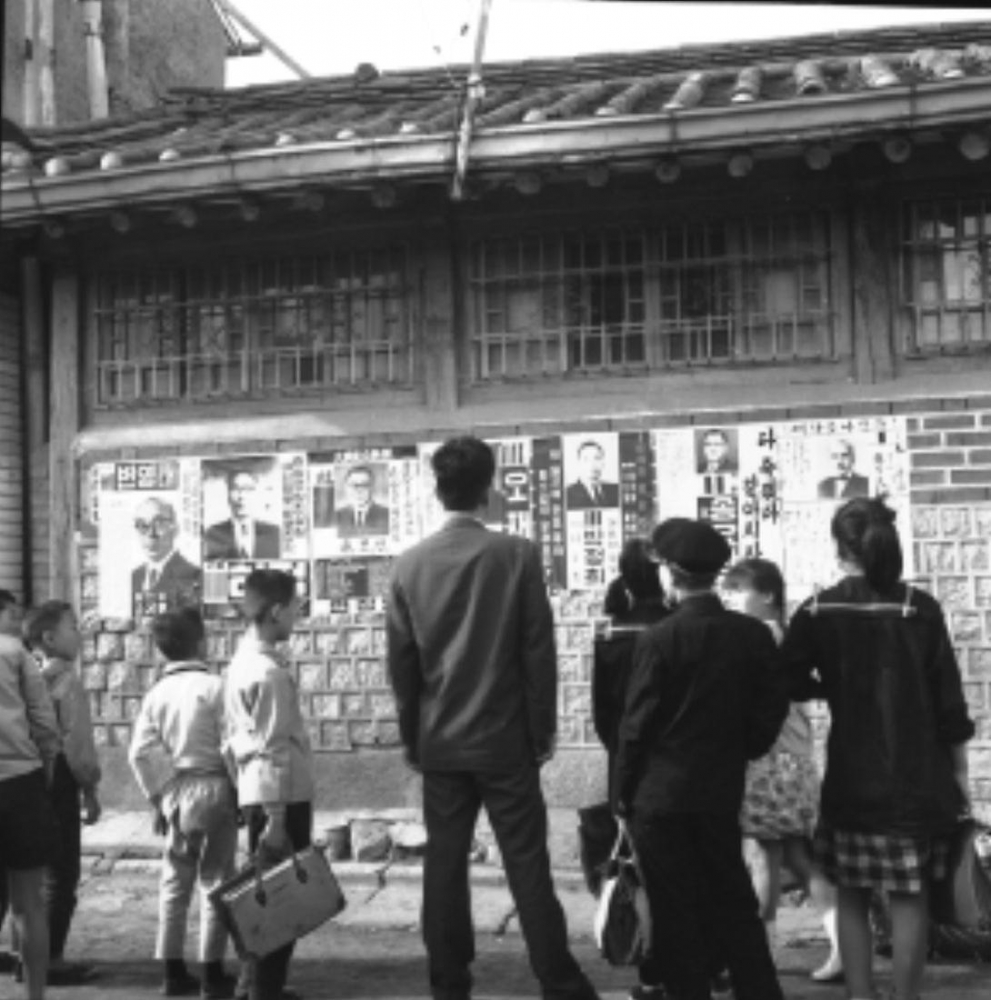
시민들이 거리에 걸려있는 제 5대 대통령선거 후보자 포스터를 보고 있다.

### 민주공화당
민주공화당은 1963년 5월 27일 전당대회를 열고 박정희 국가재건최고회의 의장을 대통령 후보에 만장일치로 추대하였다. 박정희 후보는 8월 31일 다시 열린 전당대회에서 후보직을 수락하였다.

### 민정당
신민당 출신 인사들로 결성된 민정당은 1963년 5월 14일 창당대회를 개최하고 윤보선 전 대통령을 대통령 후보에 만장일치로 추대하였으나, 윤보선 후보는 7월 5일 야권 단일화를 위한 후보직 사퇴를 선언하였다.
이후 민정당은 야권 통합 운동에 참여했으나, 후보 단일화 협상이 결렬되자 9월 12일 다시 전당대회를 열고 윤보선 전 대통령을 대통령 후보에 만장일치로 재추대하였다.

### 국민의당
신정당과 민우당, 민정당 일부 등의 야권 세력들이 통합해 출범한 국민의당은 1963년 9월 14일 전당대회를 열고 허정 신정당 창당준비위원장을 대통령 후보에 만장일치로 추대하였다.
그러나 허정 후보는 선거전 내내 윤보선 민정당 후보에게 크게 뒤지는 모습을 보였고, 결국 10월 2일 야권 단일화를 위한 후보직 사퇴를 선언하였다.

### 자유민주당
자유민주당은 1963년 9월 5일 중앙상무위원회를 열고 송요찬 최고위원을 대통령 후보에 만장일치로 추대하였다. 송요찬은 육군참모총장 출신으로 박정희의 군선배이지만 오히려 박정희의 민정참여와 민주공화당 창당 등에 비판적이었다.
그러나 송요찬 후보는 10월 7일 야권 단일화를 위한 후보직 사퇴를 선언하였다.

### 군소 후보

#### 자유당
자유당은 1963년 9월 8일 중앙위원회를 열고 장택상 전 국무총리를 대통령 후보에 만장일치로 추대하였다.
그러나 장택상 후보는 9월 13일 야권 후보 단일화를 위하여 후보직을 사퇴하겠다고 선언하였다.

#### 정민회
정민회는 1963년 8월 29일 창당대회를 열고 변영태 전 국무총리를 대통령 후보에 만장일치로 추대하였다.

#### 추풍회
추풍회는 1963년 9월 11일 전당대회를 열고 오재영 전 의원을 대통령 후보에 만장일치로 추대하였다.

#### 신흥당
신흥당은 1956년 대통령 선거 당시 계룡산 산신의 계시를 받았다며 대선 출마를 선언했으나 후보 등록을 하지 못했던 장이석 씨를 대통령 후보에 추대하였다.

## 선거 결과
후보자별 득표율
|  | 46.6% |

|  | 45.1% |

|  | 4.1% |

|  | 2.2% |

|  | 2% |

### 지역별 결과
|  | 65.12% |

|  | 30.17% |

|  | 2.17% |

|  | 1.67% |

|  | 0.85% |

|  | 48.20% |

|  | 47.47% |

|  | 2.22% |

|  | 1.41% |

|  | 0.67% |

|  | 56.87% |

|  | 33.05% |

|  | 4.70% |

|  | 2.98% |

|  | 2.36% |

|  | 49.09% |

|  | 39.57% |

|  | 4.74% |

|  | 3.32% |

|  | 3.27% |

|  | 48.92% |

|  | 39.78% |

|  | 5.27% |

|  | 3.07% |

|  | 2.93% |

|  | 49.40% |

|  | 40.78% |

|  | 4.76% |

|  | 2.68% |

|  | 2.35% |

|  | 49.43% |

|  | 41.52% |

|  | 4.58% |

|  | 2.25% |

|  | 2.20% |

|  | 57.22% |

|  | 35.93% |

|  | 3.86% |

|  | 1.68% |

|  | 1.29% |

|  | 55.64% |

|  | 36.12% |

|  | 3.86% |

|  | 2.30% |

|  | 2.06% |

|  | 61.71% |

|  | 29.89% |

|  | 5.30% |

|  | 1.68% |

|  | 1.39% |

|  | 69.88% |

|  | 22.32% |

|  | 3.31% |

|  | 2.58% |

|  | 1.89% |

## 선거의 의미
이 선거는 5·16 군사혁명의 심판 성격이 강했으며, 이 선거를 통하여 박정희는 군사혁명을 통해 장악한 정권을 유지하는 데 성공하게 되었다. 유권자들의 투표 행태는 남여북야(南與北野)의 지역 대결 구도를 나타냈다. 서울, 경기, 강원지역에서는 윤보선을, 영남과 호남에서는 박정희를 압도적 표차로 지지하였다. 충청과 부산에서는 두 후보에 대한 지지세가 비슷했다.

### 혁명 정부의 농업정책에 호응
안보 문제에 민감한 강원도 등 휴전선 접경 지역에서는 윤보선이 승리했으나, 남쪽 지역에서는 전통적인 야당 강세 지역도 내어주게 된 것이다. 한국민주당의 아성으로, 제1·2공화국 내내 민주당계 보수 정당의 텃밭과도 같았던 호남에서 진보 개혁 세력의 지지를 받은 박정희가 승리한 것은 하나의 충격이었는데, 이는 여수·순천 사건 등으로 색깔론에 대한 반감이 있었던데다 혁명 정부의 중농정책이 농업이 발달한 호남 유권자들의 표심을 잡는데 주효했던 탓으로 분석되었다.

### 좌파공산주의 문제에 둔감
혁신계 세력이 많은 영남, 특히 한국전쟁의 피해를 상대적으로 덜 본 경남 지역 역시 박정희에 대한 윤보선의 사상 공격이 포항과 경주 등 한국 전쟁의 피해가 컸던 일부 지역을 제외하곤 효과를 보지 못한 것으로 나타났다.
김형욱 당시 중앙정보부장은 선거전 중에 윤보선이 사상 문제를 제기한 직후 여론조사를 돌린 결과 박정희 후보의 지지율이 내려가긴 했으나 좌익 유권자가 많은 일부 지역에서는 오히려 급상승하기도 했다고 회고했다.

## 같이 보기
- 황태성 사건